# Лимар Ірина Володимирівна
Ірина Володимирівна Лимар (20 жовтня 1974) — українська шахістка, гросмейстер (2000) серед жінок. За фахом юрист.
Ірина Лимар народилася у сім'ї лікарів. З шести років почала займатися шахами. У різні роки тренувалася у Віктора Володимировича Гуревича, Едуарда Семеновича Бахматова, Олександра Євгеновича Кабатянського, Іллі Григоровича Черкаського та Ігоря Володимировича Платонова.
Розділила 3-6 місця (5 місце за додатковими показниками) у чемпіонаті України із шахів серед жінок 1992 року.

## Сім'я
- Батько — Володимир Олександрович Лимар
- Мати — Юліанна Яківна Лимар

## Зміни рейтингу
| На цьому місці має відображатися графік чи діаграма, однак з технічних причин його відображення наразі вимкнено. Будь ласка, не видаляйте код, який викликає це повідомлення. Розробники вже працюють для того, щоби відновити штатне функціонування цього графіка або діаграми. | |
| | На цьому місці має відображатися графік чи діаграма, однак з технічних причин його відображення наразі вимкнено. Будь ласка, не видаляйте код, який викликає це повідомлення. Розробники вже працюють для того, щоби відновити штатне функціонування цього графіка або діаграми. |